# Мейрхион Мейрионит
Мейрхион (валл. Meirchion Meirionydd) — правитель Мейрионита (455—480), суб-королевства, подчиненного Королевству Гвинед.

## Биография
Мейрхион был сыном Типипиона, старшего сына Кинеты Гвинедского и его жены Гваулы, дочери Койлхена. Типипион умер ещё в Гододине, когда Мейрхион был ещё мал. Также возможно что Типипион был сыном не от Гваулы, так как самые младшие сыновья Кинеты — Майл, Койл и Арвистл — были ровесниками для своего племянника Мейрхиона.
После смерти деда он унаследовал территорию между Динодингом и Кередигионом. Государство основанное им стало называться Мейрионит. Но и в годы правления Мейрхиона набеги ирландцев не прекращались, и он с успехом отражал их атаки. Ему удалось тогда разбить и убить в битве ирландского вождя Бели мак Бенлли.
После смерти Мейрхиона, суб-королём стал его старший сын Кадваладр.